# 植民地歴史博物館
植民地歴史博物館（しょくみんちれきしはくぶつかん）は韓国の博物館。「植民地主義の清算と東アジアの平和をめざす」として2018年に開館した。

## 概要

### 施設
- 屋上……展望・休憩スペース
- 5階……教育空間（文化・教育スペース）
- 4階……資料室（保存・閲覧スペース）
- 3階……民族問題研究所（研究・事務スペース）
- 2階……常設展示館（展示・体験スペース）
- 1階……複合文化空間（オープンスペース）

### 展示内容
- 第1ゾーン　日帝はなぜ朝鮮を侵略したのか
- 第2ゾーン　日帝の侵略戦争、朝鮮人に何が起こったか
- 第3ゾーン　同じ時代、違う人生ー親日と抗日
- 第4ゾーン　過去を乗り越える力、いま、私たちは何をするべきか

### 利用案内
- 開館時間　10:00～18:00（入館は17:30まで）
- 休館日　月曜日、1月1日、旧正月・秋夕の連休
- 入館料　一般3000ウォン、青少年（8歳以上18歳以下）1500ウォン。団体割引あり。障碍者や乳幼児、高齢者、特別賛同者などは無料。

## 交通
- ソウル交通公社4号線淑大入口駅10番出口から徒歩12分
- 駐車場利用時は要事前連絡。駐車場の高さは2メートル。

## その他
- オープン時には韓国各地から400人近いゲストが参加し、文在寅大統領からも祝賀電報が寄せられた[1]。
- 3階に入居しているNGOの民族問題研究所が事業主体。